# Erich Graßl
Erich Otto Graßl (* 30. August 1913 in Kaiserslautern; † 17. Dezember 2008 in München) war ein deutscher Allgemeinarzt und Psychologe.

## Werdegang
Geboren 1913 in Kaiserslautern, studierte Erich Otto Graßl nach dem Abitur am humanistischen Gymnasium in Passau Psychologie, Pädagogik und Philosophie und promovierte 1936 zum Dr. phil. Nach beruflicher Tätigkeit als praktischer Psychologe studierte er nach dem Kriegsdienst
Medizin. Promotion zum Dr. med. 1945 an der Universität Innsbruck. 1947 ließ er sich als praktischer Arzt in München nieder.
Seit 1946 befasste sich Erich Graßl mit ärztlicher Berufspolitik mit dem Ziel, die schwierige Situation der jungen Ärzte in den Nachkriegsjahren zu verbessern. Er gründete die ‚Jungärzteorganisation‘ in München und wurde Landesvorsitzender der Jungärzte Bayerns.
Graßl gehörte zu den Mitbegründern des Marburger Bundes.
Das besondere Anliegen von Erich Graßl galt der Gesundheitserziehung, Gesundheitsförderung und Suchtkrankenfürsorge.
Er verfasste zahlreiche Gesundheitslehrbücher, war aktiv in der Katholischen Arbeitsgemeinschaft für Volksgesundheit und war Mitglied des Bundeskuratoriums des Kinderhilfswerkes.

## Ehrungen
- Paracelsus-Medaille der deutschen Ärzteschaft 1989
- Bayerische Staatsmedaille für soziale Verdienste 1979